# Hockey Club Candy Monza 1971
Questa voce raccoglie le informazioni riguardanti l'Hockey Club Candy Monza nelle competizioni ufficiali della stagione 1971.

## Maglie e sponsor
| 1ª divisa |

## Rosa
| N° | Naz.                  | Ruolo | Sportivo            |  |  |  |
| -- | --------------------- | ----- | ------------------- |  |  |  |
| ?  | Italia (bandiera)     | E     | Amati               |  |  |  |
| ?  | Italia (bandiera)     | E     | Arbizzoni           |  |  |  |
| ?  | Italia (bandiera)     | E     | Borsato             |  |  |  |
| ?  | Italia (bandiera)     | E     | Gualtiero Bortolini |  |  |  |
| ?  | Italia (bandiera)     | E     | Cesare Bosisio      |  |  |  |
| ?  | Italia (bandiera)     | E     | Giovanni Busnengo   |  |  |  |
| ?  | Italia (bandiera)     | E     | Felice Campana      |  |  |  |
| ?  | Italia (bandiera)     | E     | Caprotti            |  |  |  |
| ?  | Italia (bandiera)     | P     | Cazzaniga           |  |  |  |
| ?  | Italia (bandiera)     | P     | Bruno Citterio      |  |  |  |
| ?  | Italia (bandiera)     | P     | Formenti            |  |  |  |
| ?  | Italia (bandiera)     | E     | Franchi             |  |  |  |
| ?  | Portogallo (bandiera) | E     | António Livramento  |  |  |  |
| ?  | Italia (bandiera)     | E     | Maiocchi            |  |  |  |
| ?  | Italia (bandiera)     | E     | Mazzoletti          |  |  |  |
| ?  | Italia (bandiera)     | P     | Antonio Patrini     |  |  |  |
| ?  | Italia (bandiera)     | E     | Rodolfi             |  |  |  |
| ?  | Italia (bandiera)     | E     | Vincenzo Villa      |  |  |  |
| ?  | Italia (bandiera)     | E     | Villani             |  |  |  |

- Allenatore: ?

## Risultati

### Serie A

#### Girone di ritorno
| Bassano del Grappa 18 settembre 1971 20ª giornata | Bassano             | 6 – 5 referto | Monza | \| Arbitro: \| Bartolini (Trieste) \| |
| Arbitro:                                          | Bartolini (Trieste) |               |       |                                       |

| Brugherio 25 settembre 1971 21ª giornata | Monza              | 5 – 10 referto | Novara | Palazzetto Paolo VI\| Arbitro: \| Ciabatti (Trieste) \| |
| Arbitro:                                 | Ciabatti (Trieste) |                |        |                                                         |

| Modena ottobre 1971 22ª giornata | Marzotto Valdagno   | – Ripetuta referto | Monza | Pista di Modena\| Arbitro: \| Bartolini (Trieste) \| |
| Arbitro:                         | Bartolini (Trieste) |                    |       |                                                      |

### Coppa Italia

#### Finale
| Modena 15 ottobre 1971 Andata | Iris Amatori Modena | 4 – 5 referto | Monza | Pista di Modena\| Arbitro: \| Bartolini (Trieste) \| |
| Arbitro:                      | Bartolini (Trieste) |               |       |                                                      |

| Brugherio 22 ottobre 1971 Ritorno | Monza                | 7 – 6 referto | Iris Amatori Modena | Palazzetto Paolo VI\| Arbitro: \| Margheritis (Novara) \| |
| Arbitro:                          | Margheritis (Novara) |               |                     |                                                           |

## Statistiche

### Statistiche di squadra
| Competizione | Punti | In casa | In casa | In casa | In casa | In casa | In casa | In trasferta | In trasferta | In trasferta | In trasferta | In trasferta | In trasferta | Totale | Totale | Totale | Totale | Totale | Totale | D.R. |
| Competizione | Punti | G       | V       | N       | P       | GF      | GS      | G            | V            | N            | P            | GF           | GS           | G      | V      | N      | P      | GF     | GS     | D.R. |
| ------------ | ----- | ------- | ------- | ------- | ------- | ------- | ------- | ------------ | ------------ | ------------ | ------------ | ------------ | ------------ | ------ | ------ | ------ | ------ | ------ | ------ | ---- |
| Serie A      | 29    | 11      | 8       | 1       | 2       | ...     | ..      | 11           | ..           | .            | .            | ..           | ..           | ..     | ..     | ..     | ..     | ..     | ..     | ..   |
| Coppa Italia | -     | .       | .       | .       | .       | .       | .       | .            | .            | .            | .            | .            | .            | .      | .      | .      | .      | ..     | ..     | .    |
| Totale       | -     | .       | .       | .       | .       | .       | .       | .            | .            | .            | .            | .            | .            | .      | .      | .      | .      | ..     | ..     | .    |